# خط ای (متروی لس آنجلس)
خط ای (انگلیسی: A Line) یا خط آبی یکی از خطوط متروی لس آنجلس است که در سال ۱۹۹۰ تأسیس شده‌است.
این خط که دارای ۲۲ ایستگاه و ۳۵٫۴ کیلومتر طول است از ایستگاه داونتون لانگ بیچ شروع و در ایستگاه متروی مرکزی خیابان هفتم به پایان می‌رسد.

## نگارخانه

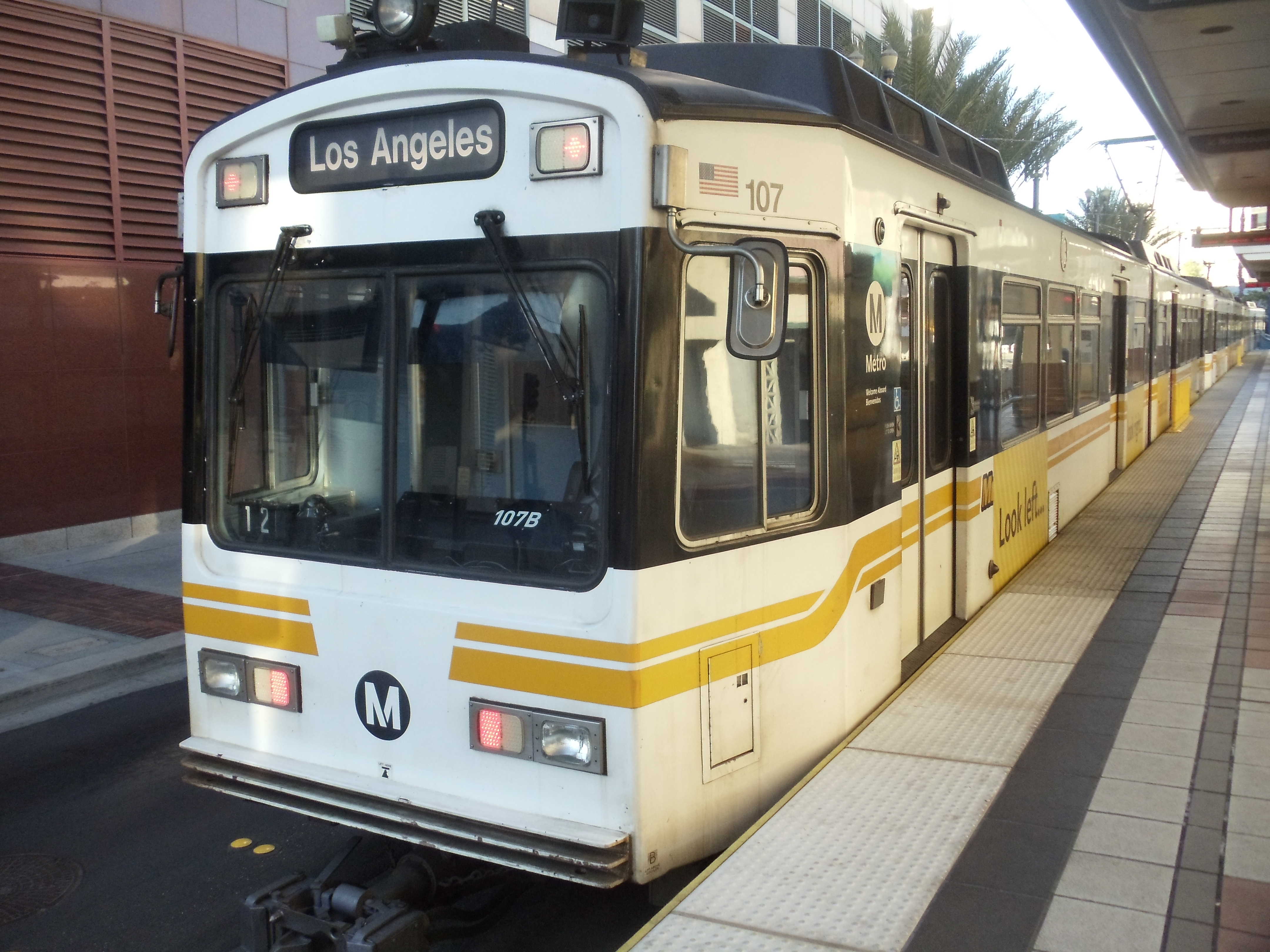
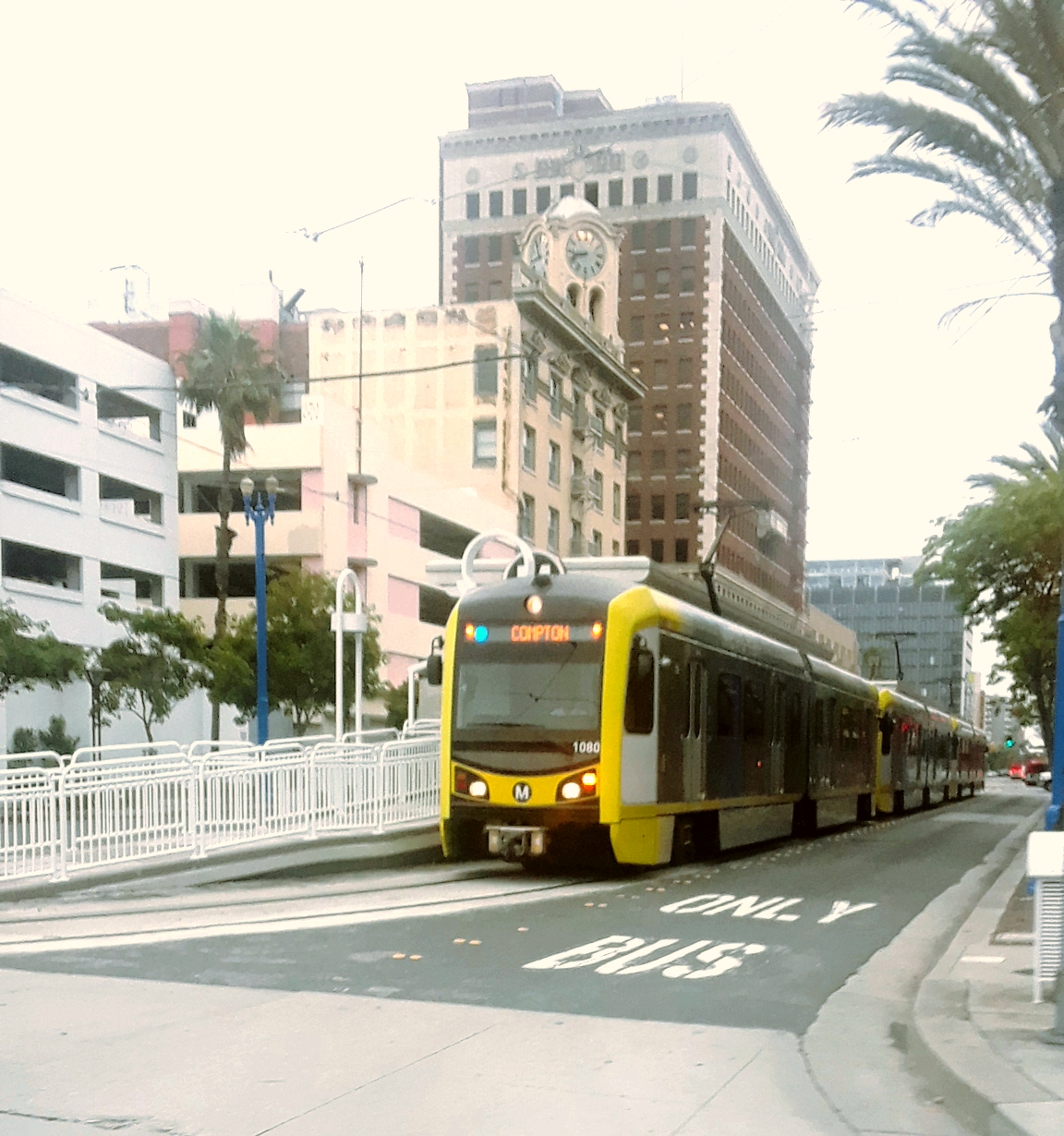
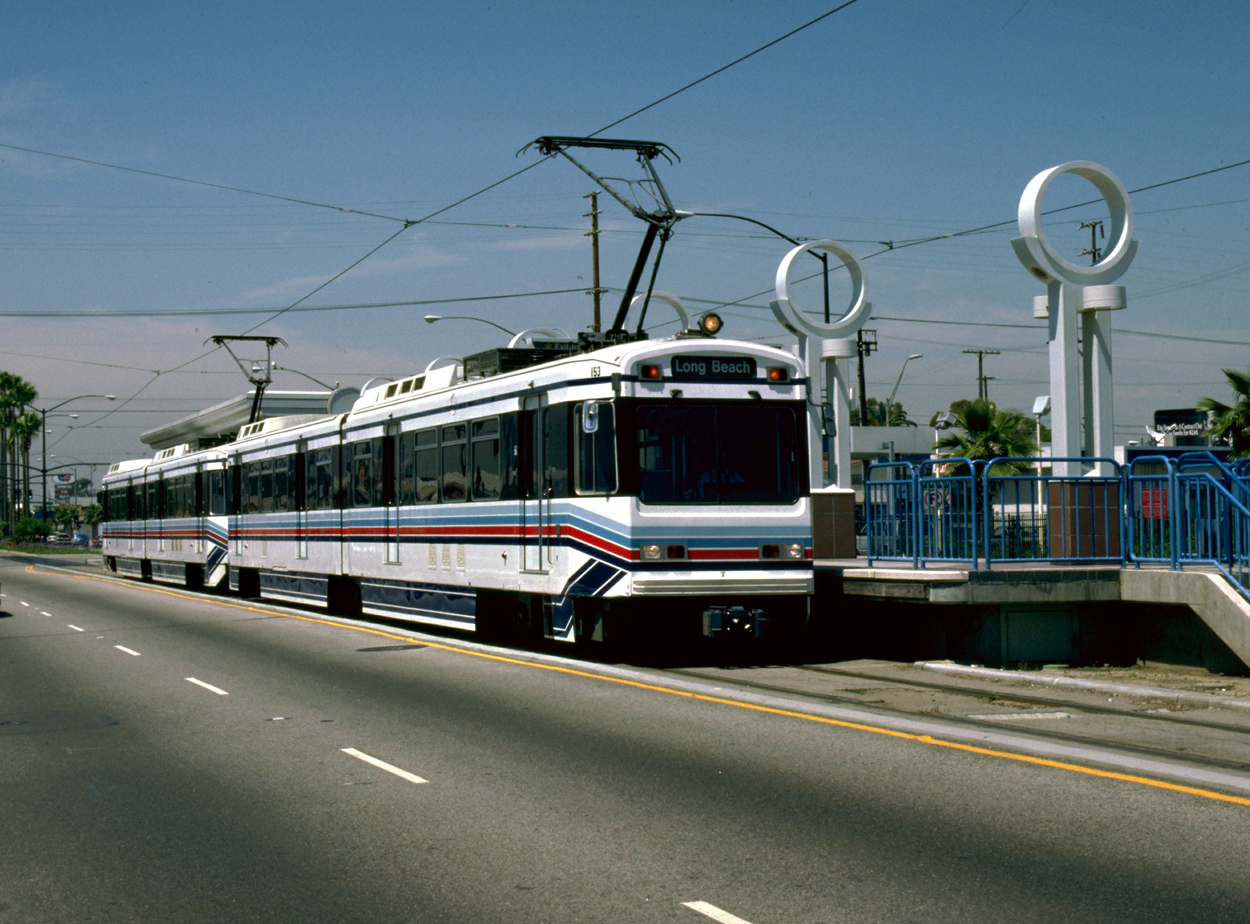
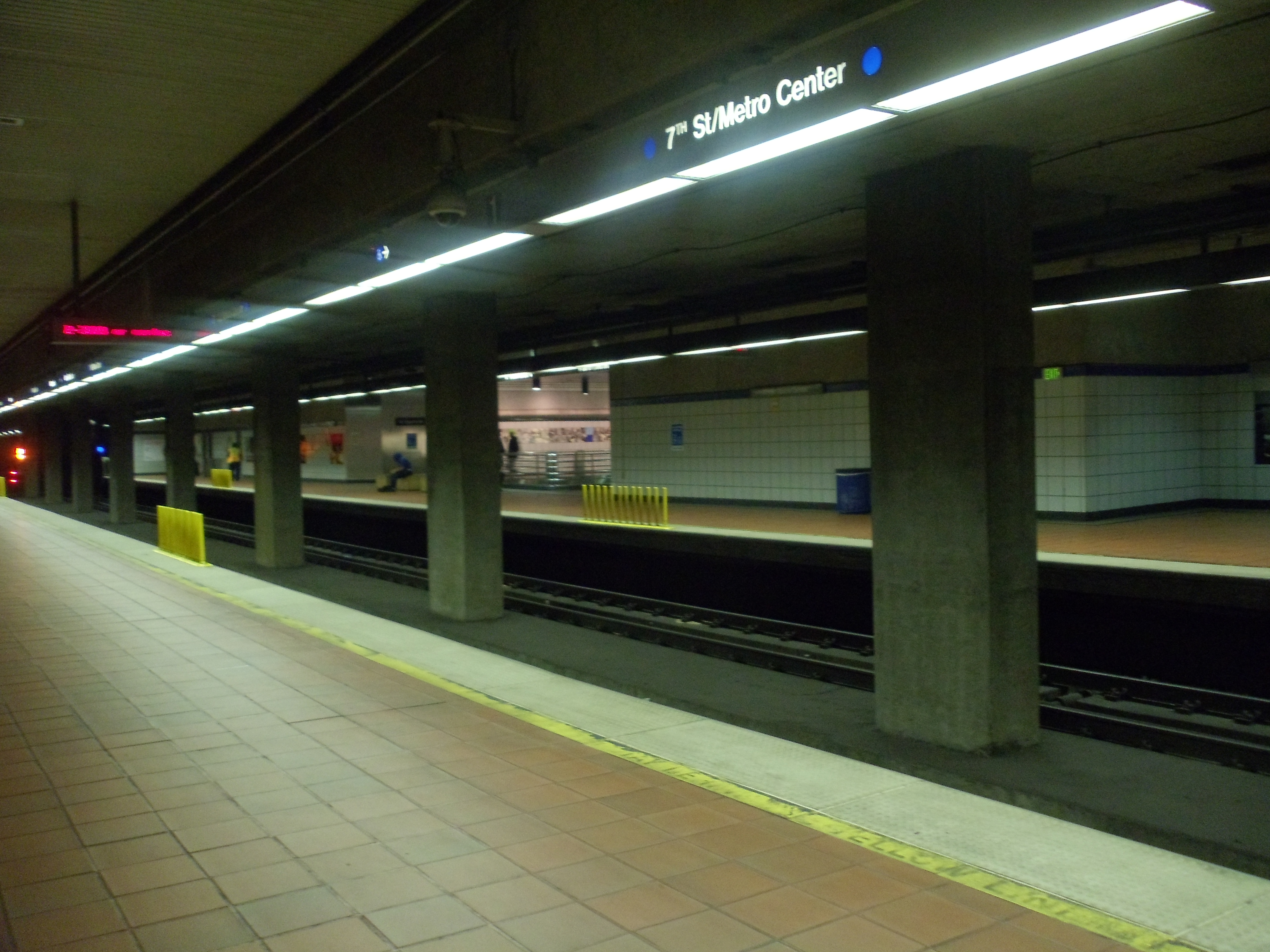